# Nande Vidmar
Nande Vidmar, slovenski slikar, grafik in partizan, * 17. avgust 1899, Prosek pri Trstu, † 16. junij 1981, Ljubljana.

## Življenje
Nande Vidmar je bil starejši brat slikarja Draga Vidmarja. Šolal se je za učitelja in izpopolnjeval v slikarskih šolah, krajši čas tudi na akademiji v Zagrebu. Pred vojno je pogosto delal slike in grafike iz kmečkega življenja, ki odkrivajo družbenokritično ozadje. Uvrščen je med značilne ustvarjalce iz obdobja ekspresionizma. Med vojno je bil v italijanskih taboriščih, po kapitulaciji Italije v partizanih. Povsod je intenzivno risal. Po vojni so bile njegove slike blizu socialističnemu realizmu. Njegova kasnejša dela pa so vse bolj shematizirane figure in predmeti ter eksperimentiranje z barvo.
Zdenko Kalin ga je uporabil kot model za figuro partizana na spomeniku v Murski Soboti (1945).
Njegov sin Mišo Vidmar je leta 2023 za donacijo 331 očetovih umetniških del Galeriji Božidar Jakac prejel Valvasorjevo častno priznanje.

## Nagrade in priznanja
Leta 1978 je prejel Prešernovo nagrado.